# Carica Huo Chengjun
Carica Huo Chengjun (霍成君) (? - 54. pr. Kr.) bila je kineska carica iz dinastije Han. Bila je druga supruga cara Xuana, a otac joj je bio znameniti državnik Huo Guang, poznat kao regent u doba cara Zhaoa i najmoćniji političar u doba Xuanove vladavine. 
Za cara Xuana se udala nedugo nakon što je postavljen za cara. Xuan, koji je prije dolaska na prijestolje živio kao običan pučanin, već je bio oženjen za Xu Pingjun, koju nije htio ostaviti. 
Gospa Xian, majka Huo Chengjuan, caricu Xu je dala otrovati, pa je Huo Chengjun postala carica. Kada je car Xuan nekoliko godina kasnije doznao za zavjeru, dao je Huo Chengjun protjerati s dvora. Nekoliko desetljeća kasnije je počinila samoubojstvo.